# 4630 Chaonis
4630 Chaonis este un asteroid din centura principală, descoperit pe 18 noiembrie 1987 de Johann Baur.